# Acalypha nitschkeana
Acalypha nitschkeana är en törelväxtart som beskrevs av Ferdinand Albin Pax och Käthe Hoffmann. Acalypha nitschkeana ingår i släktet akalyfor, och familjen törelväxter. Inga underarter finns listade i Catalogue of Life.